# Crustoderma fuscatum
Crustoderma fuscatum är en svampart som beskrevs av Gilb. & Nakasone 2003. Crustoderma fuscatum ingår i släktet Crustoderma och familjen Meruliaceae.   Inga underarter finns listade i Catalogue of Life.